# サヨリ商店街
サヨリ商店街株式会社（サヨリしょうてんがい）は、愛媛県新居浜市にある企業。ダンスウェア、レオタード等の企画、販売を手がける。新居浜商工会議所に所属している。

## 概要
愛媛県新居浜市下泉町1丁目3-39に本拠を置く。登記上は愛媛県新居浜市中村4丁目9番21号。
従業員数は2015年報道時点で8人、2018年報道時点で14人。
高知大学理学部を卒業後、東京で雑誌・教材編集の仕事をしていた創業者が新居浜に帰郷し、2002年に子供服のインターネット通販を開業。2004年に法人化した。なお、個人での輸入仕入れ販売は東京在住の頃からの経験だといい、本店ホームページには「Since 1998」と掲載されている。
他店との競合が激しくなる中、バレエ用のレオタード販売に活路を見出す。品質の良い日本製の生地を使用し、3年間の保証期間を設定。一方で価格を抑え、下取りを行い自社製品の改良に努め、消費者からの支持を集めた。顧客の割合は首都圏が過半数を占める。2016年、製造工程を内製化し、サンプル品の縫製に要する期間を従来の1か月から2〜3日程度にまで短縮した。
2020年、新型コロナウイルス感染症の流行 (2019年-)でバレエ教室や発表会など各種イベントの開催自粛により需要が減少。これを受け、レオタード用の生地から洗濯して繰り返し使えるマスクの生産に着手し、4月22日から受注を開始した。このマスクは愛媛県の感染症対策応援基金への寄付に対する返礼品の一つに採用された。